# RJ-192
A RJ-192 é uma rodovia de 27 KM de extensão, no qual interliga o munício de São Fidélis ao distrito de Jaguarembé em Itaocara.